# ライオン級戦艦
| ライオン級戦艦 | ライオン級戦艦 |
| -------------- | --- |
|                | |
| 艦級概観       | |
| 艦種           | 戦艦 |
| 艦名           | |
| 前級           | キング・ジョージ5世級戦艦 |
| 次級           | ヴァンガード |
| 性能諸元       | |
| 排水量         | 基準：39,480トン 満載：45,237トン |
| 全長           | 234,m 237,7m(水線長) |
| 全幅           | 32,5m |
| 吃水           | 8,8m |
| 機関           | 海軍式三胴型重油専焼水管缶8基 +パーソンズ式オール・ギヤードタービン4基4軸推進< |
| 最大 出力      | 120,000hp 130,000hp(過負荷運転時) |
| 最大 速力      | 28.5ノット 30ノット（過負荷運転時） |
| 航続 距離      | 10ノット/14,000海里(重油：3700トン) |
| 乗員           | 1,680 - 2,000名 |
| 兵装           | Mark II 40,6cm（45口径）3連装砲3基 Mark I 13,3cm（50口径）連装両用砲8基 2ポンド8連装ポンポン砲6基 17,8cm20連装ロケット砲6基 |
| 装甲           | 舷側：374mm 甲板：149mm(弾薬庫)、124mm(機関区)、12.7mm(断片防御) 主砲塔：374mm（前盾）、249mm（側盾）、174mm（後盾）、149mm（天蓋） 副塔：37mm（前盾）、25mm（側盾）、25mm（天蓋） 司令塔：75mm(前盾)、112mm(側盾)、50mm(天蓋) バーベット部：324mm |
| 艦載機         | 4機（最大）+カタパルト1基 |

ライオン級戦艦 (Lion class battleship) は、イギリス海軍の戦艦。全艦未成。

## 計画
ライオン級はイギリス海軍が策定した10カ年計画「新標準艦隊」における新戦艦第二陣である。
1937年初頭「第二次ロンドン条約」が発行されたと同時に、イギリス海軍は新造戦艦としてキング・ジョージ5世級戦艦の建造を開始した。だが、キング・ジョージ5世級は第二次ロンドン条約で定められた14インチ (35.6cm) 砲を搭載しており、当時欧州海軍で建造されていた15インチ (38.1cm) 搭載戦艦や、日本海軍が建造するとされていた16インチ(40.6cm)砲戦艦に対して砲撃力が劣ることが認識されていた。このことからイギリス海軍は、第二次ロンドン条約のエスカレーター条項が発動して16インチ砲戦艦が建造できることになる事を見越して、16インチ砲を搭載した排水量35,000トン級の戦艦の研究を進めていた。
しかし1938年になると、日本海軍が18インチ(45.7cm)砲を搭載する巨大戦艦を建造に着手したと言う情報がもたらされ、更に第二次ロンドン条約のエスカレーター条項が、アメリカ海軍の強い主張から排水量上限が10,000トン増加し、45,000トンとなって発動することとなった。イギリス海軍では新上限が決まる以前から40,000トン以上の新戦艦案が検討されており、「40,000トン前後ならばドックの制限もなく、攻防ともにバランスが良い戦艦が設計できる」という研究結果も出ていたことから、イギリス海軍はこれらを元に40.6cm砲9門を搭載した基準排水量40,000トン戦艦案「16F-38」をまとめ、建造する事を決定した。
1938年度予算と1939年度予算で計4隻の建造が決定され、1939年には1番艦『ライオン』と2番艦『テメレーア』が起工された（1940年度計画でもさらに2隻の建造が予定された）。しかし、同年の第二次世界大戦勃発によって1年間の建造中止命令が出され、3番艦『コンカラー』と4番艦『サンダラー』は起工が取り消されることとなった。イギリス海軍は残った両艦の完成を諦めることなく、戦訓による改設計を織り込みながら再開の機会を待ち続け、一時は最大8隻（ライオン、テメレーア、1940〜42年度各2隻）整備にまで構想が膨れあがった。1944年には工事能力確保のため大型航空母艦2隻の建造をキャンセルし、1945年には1952年までに2隻の完成を目指して予算がつくまでになった。しかし政権交代による方針転換や戦後財政難等の理由が重なった結果、1945年10月、最終的にキャンセルされた。

## 艦形
ライオン級の艦体構造は典型的な平甲板型船体である。主砲塔を艦首方向へ仰角零度で射撃可能という要求を可能にするため、船体はシアがほとんどなく水平に近い。艦首はやや傾斜のあるクリッパー・バウとなっている。艦尾構造は後の「ヴァンガード」でも採用されたトランサム・スターンであるのが特徴で、これにより艦の全長を抑えられた。
艦橋は前級と同様の、頂上部に小型の測距儀を頂く、背の低い箱型艦橋であった。その背後に簡素な三脚檣、第一煙突と第二煙突の間には首尾線に対し垂直に左右に伸びるカタパルトが設けられている。二番煙突の基部には航空機用の橋桁型クレーンが二基一対付く。二番煙突と後部三脚檣の間は艦載艇置き場になっている。
兵装配置は40,6cm三連装主砲塔を艦前部に背負い式で2基、艦後部に1基搭載した。副兵装である13.3cm連装両用砲は、背負い式の2基を1群として上構前後両脇に各1群、計8基を搭載した。主・副兵装とも、前級をほぼ踏襲した配置となっている。

## 兵装

### 主砲塔
主砲は新設計の「MarkII 40,6cm（45口径）砲」である。性能的に発射速度は毎分2発、仰角は+40度/-3度、重量1,078kgの主砲弾を最大仰角40度で射距離36,375mまで届かせる事ができる性能であった。射程20,000mで舷側装甲330mmを、射程28,300mで甲板装甲152mmを抜く能力があったと記録に残っている。
ライオン級に搭載予定の三連装砲塔は、ネルソン級戦艦の「MarkI 40,6cm（45口径）砲」と比べると砲初速は低下しているが、主砲弾の重量がMkIより15%程重い新型砲弾を用いていた。これにより垂直貫通力は2割以上、水平貫通力は1割以上向上していた。また大戦後半には、更に新型である「MarkIV 40,6cm（45口径）砲」の搭載が検討されており、重量1,152kgの主砲弾を用いる予定であった。
本級の主砲塔について艦艇研究家の大塚好古は、アメリカ海軍の大重量砲弾 (Super Heavy Shell) を使用する戦艦を除いた他国の40,6cm砲艦に十分対等に戦えるとする一方で、ネルソン級やキング・ジョージ5世級では主砲塔の不具合や故障が数多くあったことを踏まえて、本級の主砲塔も初期故障を起こす可能性があることを指摘している。

### 副砲・対空装備等
副砲は「キング・ジョージ5世級」と同じく1940年に採用された「Mark I 13,3cm（50口径）両用砲」である。この砲は発射速度は毎分7 - 8発、仰角は+70度/-5度、最大射程は仰角45度で射距離21,397 m、最大仰角で高度14,935 mで、カタログデータでは優れるが実際の所は砲の俯仰角速度・旋回速度が普通の平射用砲塔と大差なく、ドイツ空軍の急降下爆撃機への対処は困難だった。
砲弾装填は人力であったが、水上砲戦での威力を重視したため砲弾重量は36,3kgもあり（日米の12.7cm砲弾で約25 - 28kg、動力装填式のフランス13cm砲弾でも32kg）速射性を阻害していた。これは重量が40,8kgまでならば人力で速射が可能であると言う間違った見解に基づき、弾薬包形式（砲弾と装薬が一緒、通常は動力装填式に多い）にした為、人力での装填作業を継続困難にしたのである。
他に対空火器として英国軍艦に広く採用されている「 1930年型 Mark8ポンポン砲(pom-pom gun)」を八連装（水平四連装銃身を上下に配置）で装備するのは前級と変わらないが、これを4基から6基へと増載した。装備型式は1番煙突の両脇に4基を、残り2基を後部艦橋の後部に後ろ向きで並列に配置した。この砲は口径が40mmと一見、強力そうだが有効射程が短く、弾道特性も悪いために実際は中々当らなかった。さらに、射撃中に弾体と薬莢が分解して頻繁に弾詰まりを起こすと言う悪癖を持っていた。
主なデータではマレー沖海戦による「プリンス・オブ・ウェールズ」搭載のポンポン砲は一基だけで12回も故障を起こし、もう一基も8回も射撃中止に陥った。
特徴的なのはイギリス海軍が開発した17,8cm 20連装ロケット砲（通称：UP, Unrotated Projectile）でこれは、円筒状のロケット弾に無数の爆雷を詰めておき、規定の高度でカバーが外れて、尾部に落下傘を付けた爆雷が適度な散布界を持って展開するという画期的な兵器であった。しかし、実戦での効果においては不明である。

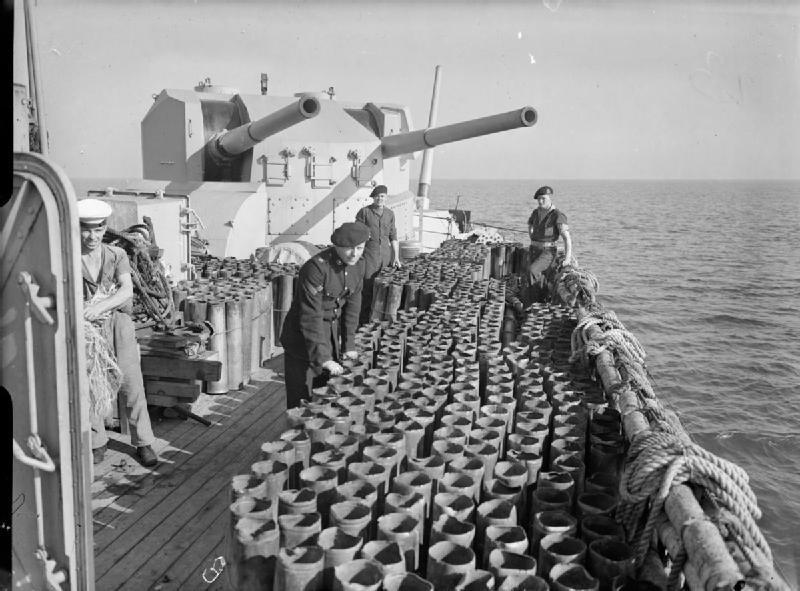
Mark I 13,3cm（50口径）両用砲(写真はシリウスのもの)
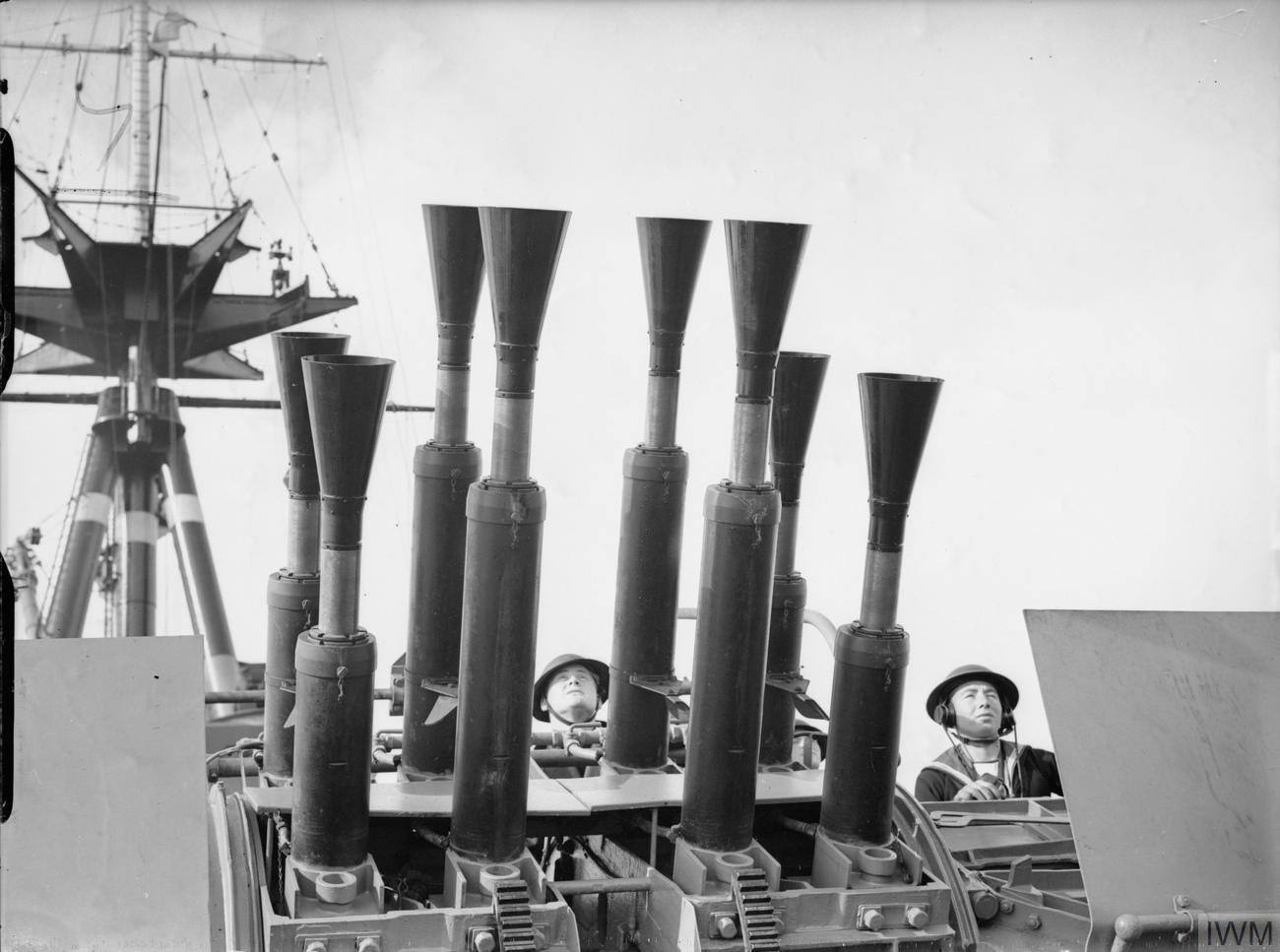
ポムポム砲(写真はロドネーのもの)

## 防御
ライオン級の防御形式はキング・ジョージ5世級から引き継がれた上で強化が行われている。本級の装甲厚は水平装甲が149mm、垂直装甲が374mmとなっており、これに加えて水平甲板には15 - 22mm、垂直甲板には12.7mmのバックプレートが貼られていた。水平装甲部の高さは水面下から約7mになり、水平装甲と合わせて主甲板に装備されたことで艦の大部分が防御区画に含まれていた。このことは損傷を受けても予備浮力が残り復元性を維持できる点、戦闘時の連絡が容易になるという利点があった。加えて、上甲板装甲を強化して敵弾の被帽を防ぐことが出来るために弾片防御甲板が不要となり、軽量化や工事の簡易化にも役立っていた。自砲弾に対する安全圏は18,290 - 28,000mとされており、これは1,016kgの主砲弾を用いたアメリカ海軍のノースカロライナ級とほぼ同等で、サウスダコタ級よりやや劣るものであった。これらのことから耐弾性能には十分優れていたが、主砲塔装甲は他の40,6cm砲艦と比べると最も薄いものであった。
耐弾性に優れていた一方で、水中防御には問題があった。マレー沖海戦で沈没したプリンス・オブ・ウェールズは、想定されていた水中防御の基準より炸薬量が少ない航空魚雷を被雷した際、舷側水中防御を破られて浸水を起こしており、後の戦訓調査で「水中防御区画の幅が不足している」という結果が出されていた。ライオン級の防御形式は上記のようにキング・ジョージ5世級から引き継がれたものであるため、同じ欠点を抱えていた。これらを踏まえ、大戦中に考えられたライオン級の改設計案やヴァンガードの設計では、欠点を改善する設計変更が行われている。

## 機関
ライオン級は軍令部から巡洋戦艦としても使用可能な速力を求められたことから、キング・ジョージ5世級より強化された機関を搭載した。これにより機関出力は120,000馬力となり、28.25ノットとされた。過負荷運転時では130,000馬力で速力30ノットを予定していた。しかし、当時のイギリス海軍が新型戦艦に採用した機関は信頼性が高かったが、一方で燃料消費率が高いことが大きな問題となっていた。ライオン級の計画値は10ノット/14,000海里であったものの、当初同じ航続距離を予定していたキング・ジョージ5世級が10ノット/7,000海里、ライオン級と同じ機関を搭載したヴァンガードは12ノット/5500海里となっていたことから、大塚好古はライオン級の航続距離も予定値より低下しただろうと予測している。

## 派生型
本級は第二次世界大戦勃発によって建造が中断された以降も、戦訓の導入に伴う改設計が逐次行われた。1942年案においては基準排水量42,550トン、もう一つの1942年B案では基準排水量48,000トンにも達しており、主兵装こそ同様だが、水中防御構造がプリンス・オブ・ウェールズの沈没等による戦訓を踏まえて大きく改良されている。なおこの際、後部主砲塔を撤去し対空兵装を強化（両用砲塔20 - 24基搭載）した簡易建造案も提示されている。
加えて同時期には本級の後部の主砲塔を撤去し、艦橋より後部を飛行甲板とした航空戦艦とする案もあり、1943年には航空母艦として建造する案もあった。だが、どちらの改装案も検討のみに終わっている。

## 同型艦
- 「ライオン」 (HMS Lion, 27)
- 「テメレーア」 (HMS Temeraire, 36)
- 「コンカラー」 (HMS Conqueror, 45)
- 「サンダラー」 (HMS Thunderer, 49)